# Saltnes
Saltnes (dánul: Saltnæs) település Feröer Eysturoy nevű szigetén. Közigazgatásilag Nes községhez tartozik.

## Földrajz
A település a Skálafjørður keleti partján, a fjordba benyúló félszigeten fekszik, és a parton 10 km hosszan húzódó településfüzér részét képezi. A település jelenleg 42 házból áll.

## Történelem
A települést 1837-ben alapították. 1843-ban egy iskolát építettek itt, amihez Nes régi templomának az alapanyagait használták fel, mivel ott új templomot építettek.

## Népesség
| Év              | Lakosság |
| --------------- | -------- |
| 1986. január 1. | 184      |
| 1991. január 1. | 176      |
| 1996. január 1. | 143      |
| 2001. január 1. | 168      |
| 2006. január 1. | 160      |

## Közlekedés
Runavík a Skálafjørður keleti partján futó észak-déli irányú út mentén fekszik, Runavík és Toftir között. A települést érinti a 440-es buszjárat.
A település lesz az egyik végpontja a tervezett Eysturoyartunnilin tenger alatti alagútnak.

### Külső hivatkozások
- faroeislands.dk – fényképek és leírás (angol)
- Saltnes Archiválva 2012. október 3-i dátummal a Wayback Machine-ben, Nes község (feröeri)
- Saltnes, Visit Eysturoy (feröeri, angol)
- Panorámakép a hegytetőről[halott link] (dán)
- Saltnes, fallingrain.com (angol)